# Mycernus elegans
Mycernus elegans är en skalbaggsart som beskrevs av Thomas Broun 1904. Mycernus elegans ingår i släktet Mycernus och familjen Melolonthidae. Inga underarter finns listade i Catalogue of Life.